# Karel Hrbáček
Karel M. Hrbáček (1944) é um matemático tcheco radicado nos Estados Unidos. Trabalha com teoria dos conjuntos.
Hrbacek obteve o doutorado em 1966 na Universidade Carolina, orientado por Petr Vopěnka. É professor da City College of New York.
É autor em parceria com Thomas Jech de um livro sobre teoria axiomática dos conjuntos.
Em 1980 recebeu o Prêmio Lester R. Ford por seu artigo Nonstandard set theory.
É membro da American Mathematical Society, da Mathematical Association of America e da Association for Symbolic Logic.

## Obras
- com Thomas Jech, Introduction to set theory, Marcel Dekker, 1978, 3ª Edição 1999